# Wang Qiang (calciatore)
Wang Qiang (汪強T, 汪强S, Wāng QiángP; Dalian, 23 luglio 1982) è un ex calciatore cinese, con il ruolo di difensore.

## Carriera

### Club
Ha giocato nella prima divisione cinese.
In carriera ha giocato complessivamente 6 partite nella AFC Champions League.

### Nazionale
Tra il 2009 ed il 2011 ha giocato complessivamente 12 partite con la nazionale cinese, con cui ha anche partecipato alla Coppa d'Asia 2011.